# Monte Arana
Il monte Arana è un rilievo montuoso situato nel territorio di Bonnanaro  nella Sardegna nord-occidentale. Il rilievo raggiunge un'altezza di 512 metri. Nella sommità è ubicata la chiesa settecentesca di Nostra Signora di Monte Arana.